# La Rouvière
La Rouvière (okzitanisch: La Rouvièira) ist eine französische Gemeinde mit 664 Einwohnern (Stand: 1. Januar 2022) im Département Gard in der Region Okzitanien (vor 2016: Languedoc-Roussillon). Sie gehört zum Arrondissement Nîmes und zum Kanton Calvisson. Die Einwohner werden Roviérois genannt.

## Geografie
La Rouvière liegt etwa 14 Kilometer nordnordöstlich des Stadtzentrums von Nîmes und etwa 24 Kilometer südsüdöstlich von Alès am Flüsschen Braune. Die Nachbargemeinden von La Rouvière sind Saint-Geniès-de-Malgoirès im Norden, La Calmette im Osten, Nîmes im Südosten und Süden, Gajan im Süden und Südwesten, Saint-Bauzély im Westen sowie Montignargues im Westen und Nordwesten.

## Bevölkerungsentwicklung
| Jahr                       | 1962 | 1968 | 1975 | 1982 | 1990 | 1999 | 2006 | 2020 |
| -------------------------- | ---- | ---- | ---- | ---- | ---- | ---- | ---- | ---- |
| Einwohner                  | 213  | 205  | 201  | 268  | 353  | 495  | 558  | 607  |
| Quellen: Cassini und INSEE |      |      |      |      |      |      |      |      |